# Virtual Studio Technology
Virtual Studio Technology (VST) is een standaard voor virtuele muziekinstrumenten (VSTi) of effecten (VSTfx) die werd ontwikkeld door Steinberg, de makers van onder andere Cubase.
VST wordt door de meeste software voor muziekproductie ondersteund en er zijn ook programma's die enkel bestaan om een VSTi of VSTfx te "hosten". Het is ook mogelijk om zelf deze effecten of instrumenten te ontwerpen met behulp van bijvoorbeeld Synthedit of het nieuwere SynthMaker.
Het is de meest gebruikte architectuur voor audio-plug-ins. 

## VST-plug-ins
- VST-instrumenten/generators: om een VSTi te bespelen moeten er MIDI-data naartoe gestuurd worden.
- VST-effecten: een VSTfx kan ook op MIDI reageren, maar is hoofdzakelijk bedoeld om realtimeaudio te bewerken.

## Geschiedenis
- In 1996 werd VST 1.0 gelanceerd. Het was het eerst beschikbaar in Steinbergs Cubase VST 3.02.
- In 1999 werd VST 2.0 gelanceerd. Het grootste verschil met VST 1.0 was dat de plug-ins ook via midi te automatiseren waren.
- In 2006 werd VST 2.4 gelanceerd. Dit om 64bit-VST-bewerkingen mogelijk te maken.
- In 2008 werd samen met Cubase 4 VST 3.0 gelanceerd. De belangrijkste wijziging was de mogelijkheid tot het gebruiken van een sidechain (externe input op o.a. compressors).
- In 2011 werd VST 3.5 samen met Cubase 6 geïntroduceerd. De belangrijkste wijziging was note expression, een systeem waarmee de envelope (toonverloop) van de individuele noten per noot kan worden aangepast.

## Andere standaards voor virtuele muziekinstrumenten
Alternatieven voor VST zijn platformen zoals LV2, LADSPA en DSSI voor Linux, Apples Audio Units, Microsofts DirectX, Digidesigns audiosuite Real Time Audio Suite (RTAS) en TDM.